# 流苏薹草
流苏薹草（学名：Carex densefimbriata）为莎草科薹草属的一个种，为中国的特有植物。分布于中国大陆的贵州、湖南、广西等地，生长于海拔300米至1,400米的地区，一般生长在山坡阴湿处、疏林下、山谷及沟边。

## 别名
密缘毛薹草（植物分类报）

## 变种
粗毛流苏薹草（学名：Carex densefimbriata var. hirsuta）是莎草科薹草属流苏薹草的变种。分布于中国大陆的湖南、贵州等地，多生在山谷丛中。